# Hohenstaufen

Armes de la Casa de Hohenstaufen

Els Hohenstaufen o els Staufer van ser una dinastia de reis germànics (1138-1254), i molts d'ells també van ser coronats Sacres Emperadors Romans i Ducs de Suàbia. Hom els identifica també com els gibel·lins en el conegut conflicte entre güelfs i gibel·lins. El 1194 els Hohenstaufen també van esdevenir Reis de Sicília. La dinastia rep el nom del Castell de Hohenstaufen, situat a la muntanya del mateix nom prop de Göppingen (Suàbia), que va ser construït pel primer membre conegut de la dinastia: Frederic I, duc de Suàbia.

## Orígens com a ducs de Suàbia
El 1079 el rei Enric IV va nomenar Frederic de Büren com a duc de Suàbia, i el va prometre a la seva filla de set anys Agnès. No se sap res de la vida anterior de Frederic. Va demostrar ser un ferm aliat d'Enric IV en els seus conflictes contra altres senyors de Suàbia: Rudolf de Rheinfelden (l'anterior duc), i els senyors de Zähringen i Welf. El germà de Frederic, Otó, va esdevenir bisbe d'Estrasburg el 1082. El 1081 Frederic I va derrotar a Hochstadt als pretendents al ducat de Suàbia.
Frederic I va ser succeït pel seu fill Frederic II el 1105. Frederic II es va mantenir com un aliat pròxim dels reis, i ell i el seu germà Conrad van ser nomenats els representants del rei a Alemanya quan el monarca es trobava a Itàlia. Al voltant del 1120 Frederic II es casà amb Judith de Baviera, de la casa rival de Welf.

## Reis germànics
El 1025, amb la mort sense hereu de l'últim membre de la dinastia sàlica, Enric V, Frederic va reclamar el tron en ser net d'Enric IV i nebot d'Enric IV. Va perdre l'elecció contra Lotari III, i això va portar a una guerra civil entre Frederic i el rei, fins que els Hohenstaufen es van sotmetre el 1137.
Amb la mort de Lotari sense descendència masculina, el germà de Frederic, Conrad (rei d'Itàlia fins al 1135), va ser nomenat rei d'Alemanya. Amb la mort de Conrad el títol es quedà a la casa Hohenstaufen en la persona del fill de Frederic II, Frederic III de Suàbia i I d'Alemanya.

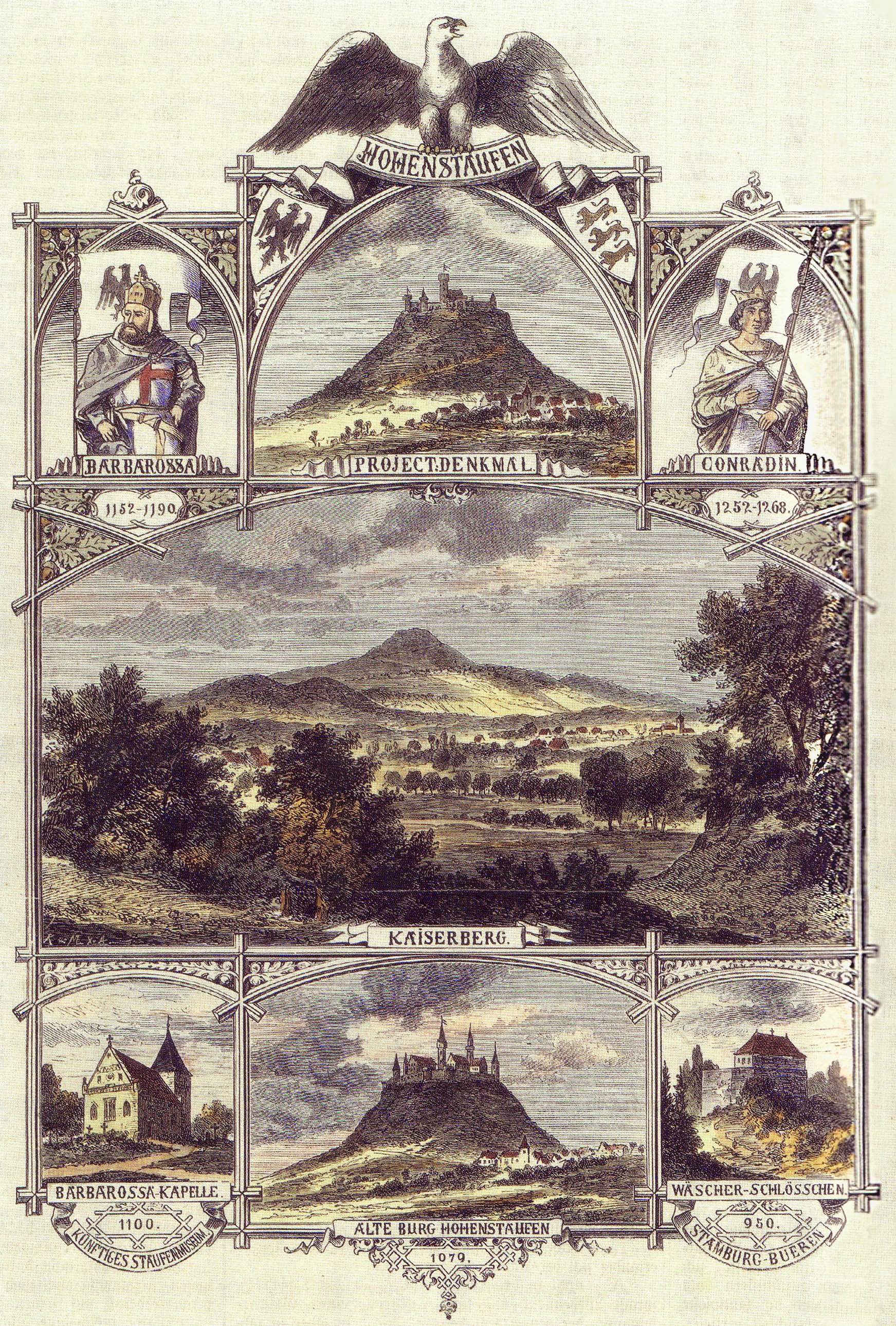
Postal del 1871 representant, de forma idealitzada, la muntanya i el castell de Hohenstaufen, sota els retrats de Barba-roja (esquerra) i Conradí (dreta)

Frederic, anomenat el Barba-roja pel color del cabell, va intentar restaurar el prestigi i el poder de la monarquia germànica amb un èxit limitat. Va iniciar una campanya a Itàlia on es feu coronar emperador, i va mantenir un llarg conflicte amb el papat i moltes ciutats italianes fins que s'arribà a una solució de compromís. A Alemanya va intentar limitar el poder dels ducs i es va enfrontar amb Enric el Lleó, de la casa rival dels Welf. Durant el seu regnat els prínceps alemanys es van expandir cap a l'est fins a Pomerània, Silèsia, Bohèmia i Moràvia, i la literatura medieval alemanya va assolir el seu zenit escrivint-se obres com el Minnesang, Tristany, Perceval o el Cant dels Nibelungs. Frederic estava casat amb Beatriu de Borgonya i va deixar dos fills, Enric i Roger, que seran emperadors.
Frederic va morir el 1190 durant una croada i va ser succeït pel seu fill Enric VI. Elegit rei abans i tot de la mort del seu pare, Enric va anar a Roma per ser coronat emperador. Una mort a la família de la seva esposa Constança I de Sicília, li va donar la possessió del Regne de Sicília, una font de gran riquesa. Enric va fracassar en el seu objectiu de convertir la successió reial i imperial en hereditària, però va aconseguir garantir que el seu fill Frederic rebria la corona germànica. Un cop garantits els seus desitjos a Alemanya, va tornar a Itàlia on s'esforçà per unificar la península sota el poder dels Hohenstaufen, obtenint una sèrie de victòries militars fins que va morir de malària a Sicília.
Com que l'elecció del seu fill de tres anys Frederic semblava impossibilitar un govern fort, l'oncle del noi Felip va ser escollit en el seu lloc. D'altres faccions van triar un candidat Welf, Otó IV, com a rei, i una llarga guerra civil va començar. Felip estava a punt de guanyar quan va ser assassinat per un parent el 1208. Al seu torn Otó va ser derrotat pels francesos a la batalla de Bouvines el 1214. Frederic havia tornat a Alemanya el 1212 des de Sicília, on havia crescut, i va esdevenir rei el 1215 restaurant la dinastia Hohenstaufen. Com a Frederic II va passar poc temps a Alemanya i va centrar els seus esforços a Itàlia. Frederic va fer concessions importants als nobles alemanys, com les establertes per l'estatut imperial de 1232 que els convertia els prínceps en virtuals governants independents dels seus territoris. El clergat també esdevingué més poderós. Frederic, considerat com un dels governants més enèrgics i capaços de l'Edat Mitjana, no va fer res per reunir els diferents poders sota una sola autoritat.
Quan va morir Frederic el 1250, ja quedava molt poc poder centralitzat a Alemanya. La mort el 1254 del seu fill Conrad IV va precedir el Gran Interregne (1256-73), un període d'anarquia en el que no hi havia emperador i els prínceps alemanys defensaven els interessos individuals. El repartiment de territoris entre diferents hereus va acabar fragmentant políticament el territori alemany en molts petits estats.
Tot i aquesta fragmentació política durant el període Hohenstaufen, la població d'Alemanya va créixer de 8 milions el 1200 a 14 milions el 1300, i el nombre de viles es va multiplicar per deu. La colonització de l'est que s'havia iniciat continuaria durant el segle xiii, i els mercaders alemanys van començar a comerciar al Bàltic.

## Fi de la dinastia Hohenstaufen
Els problemes a Sicília i la força del partit papal a Alemanya van obligar Conrad IV d'Alemanya a abandonar Alemanya per Sicília a finals de 1251, quan va prendre el títol de rei de Sicília. El 1252 naixia el seu primer fill, que es diria com ell i seria conegut com a Conradí, i la posició de Conrad al Regne de Sicília es va consolidar amb la captura de Nàpols l'octubre de 1253, però els seus esforços per arribar a un acord amb el papat van fracassar i va decidir envair Itàlia amb l'esperança de recuperar la totalitat dels dominis del seu pare però no va ser capaç de sotmetre els partidaris del papa Conrad va ser excomunicat el 1254, i va morir de malària el mateix any a Lavello, a la Basilicata.
Conrad IV va ser succeït com a duc de Suàbia pel seu únic fill, l'infant de dos anys Conrad. A aquelles altures, el títol de duc de Suàbia ja estava completament integrat en el de rei, i sense l'autoritat reial es trobava buit de contingut però continuaria la lluita amb el papat, de forma infructuosa i Alexandre IV va contraatacar oferint Sicília a Edmund el Geperut, fill d'Enric III d'Anglaterra. Manfred I de Sicília, després de refusar entregar Sicília a Innocenci IV, va acceptar la regència en nom de Conradí de Sicília, fill de Conrad, mentre els güelfs obtenien l'ajuda de Carles I d'Anjou. Els gibel·lins sienesos van infligir una notable derrota als güelfs florentins en la batalla de Montaperti en 1260, i el 26 de febrer de 1266 a la batalla de Benevent Manfred fou derrotat i mort per les tropes franceses. Conradí seguí lluitant per la corona i el 23 d'agost de 1268 fou derrotat en la batalla de Tagliacozzo, tancat en un castell de Nàpols i decapitat el 29 d'octubre d'aquell any.

## Els drets catalans
A la mort de Conradí l'herència de la casa de Hohensatufen era per via il·legitima. Frederic II havia tingut dos fills amb Blanca Lancia, Enzio, efímer rei de Sardenya, i Manfred, casat primer emb Beatriu de Savoia i després amb Elena, i que va tenir dues filles: Constança i Beatriu. Constança fou l'esposa de Pere de Catalunya i Aragó.

## Governants de la casa de Hohenstaufen
- Frederic (1050-1105): duc de Suàbia com a Frederic I (1079-1105)
  - Frederic (1090-1147): duc de Suàbia com a Frederic II (1105-1147)
    - Frederic Barba-roja (1122-1190): rei d'Alemanya (1152-1190) i sacre emperador romà (1155-1192) com a Frederic I, i duc de Suàbia (1147-1152) com a Frederic III.
      - Frederic (1164-1170): duc de Suàbia com a Frederic V (1167-1170)
      - Enric (1165-1197): rei d'Alemanya (1190-1197) i sacre emperador romà (1191-1197) com a Enric VI, i rei de Sicília com a Enric I (1194-1197)
        - Frederic (1194-1250): rei d'Alemanya (1212-1220) i sacre emperador romà (1220-1250) com a Frederic II, rei de Sicília com a Frederic I (1198-1250), i duc de Suàbia com a Frederic VII (1212-1216).
          - Enric (1211-1242): rei d'Alemanya com a Enric VII (1220-1235), i duc de Suàbia com a Enric II (1216-1235).
          - Conrad (1228-1254): rei d'Alemanya com a Conrad IV (1237-1254), rei de Sicília com a Conrad I (1250-1254), i duc de Suàbia com a Conrad III (1216-1235).
            - Conrad (1252-1268): duc de Suàbia com a Conrad IV (1254-1268)

      - Frederic (1167-1191): duc de Suàbia com a Frederic VI (1170-1191)
      - Conrad (1173-1196): duc de Suàbia com a Conrad II (1191-1196)
      - Felip (1177-1208): rei d'Alemanya (1198-1208; disputat per Otó IV) i duc de Suàbia com a Felip I (1196-1208)

  - Conrad (1093-1152): rei d'Alemanya com a Conrad III (1138-1152)
    - Frederic (1145-1167): duc de Suàbia com a Frederic IV (1152-1167)